# Andréi Miagkov
Andréi Vasílievich Miagkov (en ruso: Андре́й Васи́льевич Мягко́в; Leningrado, 8 de julio de 1938 – Moscú, 18 de febrero de 2021) fue un actor ruso de teatro y cine, reconocido principalmente por sus papeles en películas del director Eldar Riazánov como La ironía del destino (1975), Office Romance (1977), The Garage (1979) y A Cruel Romance (1984).
Falleció el 18 de febrero de 2021 en Moscú a los ochenta y dos años.

## Filmografía destacada

### Cine
- Adventures of a Dentist (Похождения зубного врача, 1965)
- Los hermanos Karamazov (Братья Карамазовы, 1969)
- La ironía del destino, o goce de su baño (Ирония судьбы, или С лёгким паром!, 1975)
- The Days of the Turbins (Дни Турбиных, 1976)
- Office Romance (Служебный роман, 1977)
- The Garage (Гараж, 1979)
- Vertical Race (Гонки по вертикали, 1983)
- Lethargy (Летаргия, 1983)
- A Cruel Romance (Жестокий романс, 1984)
- Weather Is Good on Deribasovskaya, It Rains Again on Brighton Beach (1992)
- La ironía del destino. Continuación (Ирония Судьбы. Продолжение, 2007)